# Liste des monuments historiques de Bœrsch
Ce tableau présente la liste de tous les monuments historiques de Bœrsch (Bas-Rhin), classés ou inscrits.

## Monuments historiques
Selon la base Mérimée, il y a 11 monuments historiques à Bœrsch, inscrits ou classés.
| Monument                                                                                                   | Adresse                      | Coordonnées                      | Notice         | Protection     | Date      | Illustration                                                                                             |
| --- | ---------------------------- | -------------------------------- | -------------- | -------------- | --------- | --- |
| Chapelle avec Mont des Oliviers chapelle                                                                   | Rue de l'Église              | 48° 28′ 41″ nord, 7° 26′ 25″ est | « PA00084628 » | Inscrit        | 1930      | Chapelle avec Mont des Olivierschapelle                                                                  |
| Château de la Leonardsau domaine                                                                           | Saint-Leonardsau             | 48° 28′ 11″ nord, 7° 26′ 35″ est | « PA00085289 » | Inscrit        | 1986 1990 | Château de la Leonardsaudomaine                                                                          |
| Corps de garde façades, toitures                                                                           | 1, rue du Rempart            | 48° 28′ 40″ nord, 7° 26′ 23″ est | « PA00084629 » | Inscrit        | 1930      | Corps de gardefaçades, toitures                                                                          |
| Église Saint-Médard clocher                                                                                | Rue de l'Église              | 48° 28′ 40″ nord, 7° 26′ 24″ est | « PA00084630 » | Inscrit        | 1930      | Église Saint-Médardclocher                                                                               |
| Hôtel de ville hôtel de ville                                                                              | 1, place de l'Hôtel-de-Ville | 48° 28′ 39″ nord, 7° 26′ 24″ est | « PA00084631 » | Inscrit        | 1930      | Hôtel de villehôtel de ville                                                                             |
| Maison maison                                                                                              | 15, rue du Rempart           | 48° 28′ 42″ nord, 7° 26′ 20″ est | « PA00084632 » | Classé         | 1930      | Maisonmaison                                                                                             |
| Maison façade sur rue                                                                                      | 25, rue du Rempart           | 48° 28′ 44″ nord, 7° 26′ 20″ est | « PA00084633 » | Inscrit        | 1930      | Maisonfaçade sur rue                                                                                     |
| Maison du commandeur de l'Ordre teutonique pavillon d'entrée, façades, toitures                            | 4, rue du Dôme               | 48° 28′ 39″ nord, 7° 26′ 20″ est | « PA00132523 » | Inscrit        | 1994      | Maison du commandeur de l'Ordre teutoniquepavillon d'entrée, façades, toitures                           |
| Puits à six seaux puits                                                                                    | Place de l'Hôtel-de-Ville    | 48° 28′ 39″ nord, 7° 26′ 24″ est | « PA00084634 » | Classé         | 1900      | Puits à six seauxpuits                                                                                   |
| Puits Renaissance puits                                                                                    | 20-22, rue Sainte-Odile      | 48° 28′ 44″ nord, 7° 26′ 22″ est | « PA00084635 » | Inscrit        | 1930      | Image manquante Téléverser                                                                               |
| Remparts - tours (porte basse, porte haute, arrière-porte) - restes des remparts avec Aeftertor et Obertor |                              | 48° 28′ 39″ nord, 7° 26′ 32″ est | « PA00084636 » | Classé Inscrit | 1900 2012 | Remparts- tours (porte basse, porte haute, arrière-porte)- restes des remparts avec Aeftertor et Obertor |

## Mobiliers historiques
Selon la base Palissy, il y a 10 objets monuments historiques à Bœrsch.
| Monument historique                                                                                                 | Localisation                   | Protection | Date de la protection | Référence            | Photo |
| --- | ------------------------------ | ---------- | --------------------- | -------------------- | ----- |
| ensemble de 16 bâtons de procession                                                                                 | église catholique Saint-Médard | inscrit    | 1995                  | Notice no PM67001584 |       |
| deux porte-cierges de procession                                                                                    | église catholique Saint-Médard | inscrit    | 1995                  | Notice no PM67001583 |       |
| six chandeliers d'autel (porte-cierges) et croix d'autel                                                            | église catholique Saint-Médard | inscrit    | 1995                  | Notice no PM67001582 |       |
| statue (statuette) : Vierge à l'Enfant                                                                              | église catholique Saint-Médard | inscrit    | 1995                  | Notice no PM67001581 |       |
| fonts baptismaux | église catholique Saint-Médard | inscrit    | 1995                  | Notice no PM67001580 |       |
| ensemble des stalles de chœur et lambris de demi-revêtement                                                         | église catholique Saint-Médard | inscrit    | 1995                  | Notice no PM67001579 |       |
| chaire à prêcher | église catholique Saint-Médard | inscrit    | 1995                  | Notice no PM67001578 |       |
| autel secondaire de Saint-Sébastien                                                                                 | église catholique Saint-Médard | inscrit    | 1995                  | Notice no PM67001577 |       |
| autel secondaire de la Vierge et tableaux                                                                           | église catholique Saint-Médard | inscrit    | 1995                  | Notice no PM67001576 |       |
| ensemble du maître-autel : autel-tombeau, tabernacle, retable, tableau : Saint-Brice et tondo : Sacré-Cœur de Jésus | église catholique Saint-Médard | inscrit    | 1995                  | Notice no PM67001575 |       |